# 王众托
王众托（1928年8月20日—），一作王众讬，男，汉族，原籍湖南平江，生于北京，中国系统工程与管理工程专家，中国工程院院士。

## 生平
1951年毕业于清华大学电机系。2001年当选为中国工程院院士。